# Падран

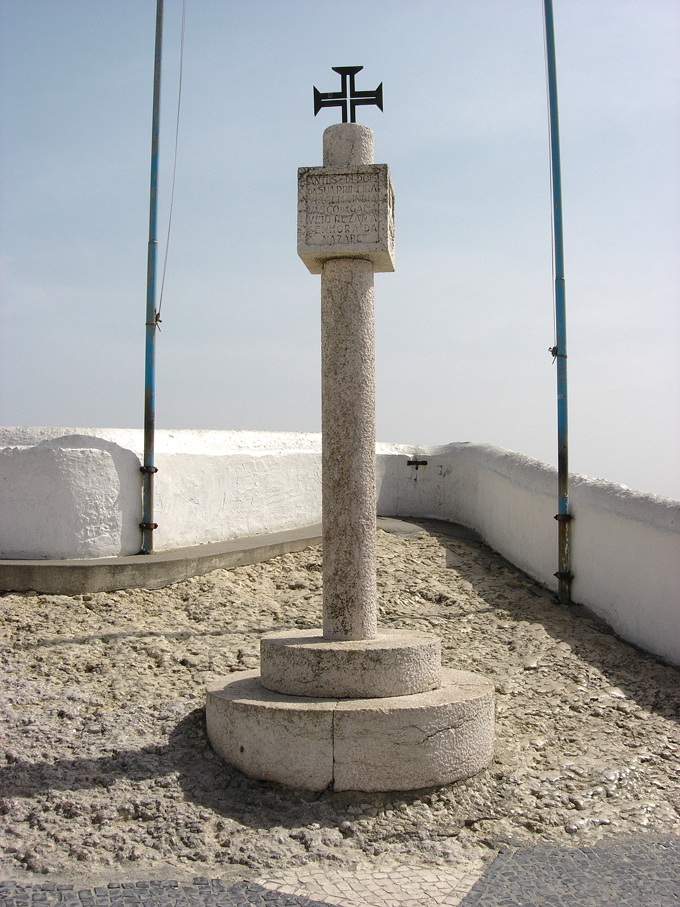
падран, встановлений Васко да Гама у м. Назаре поруч з каплицею Capela da Memória

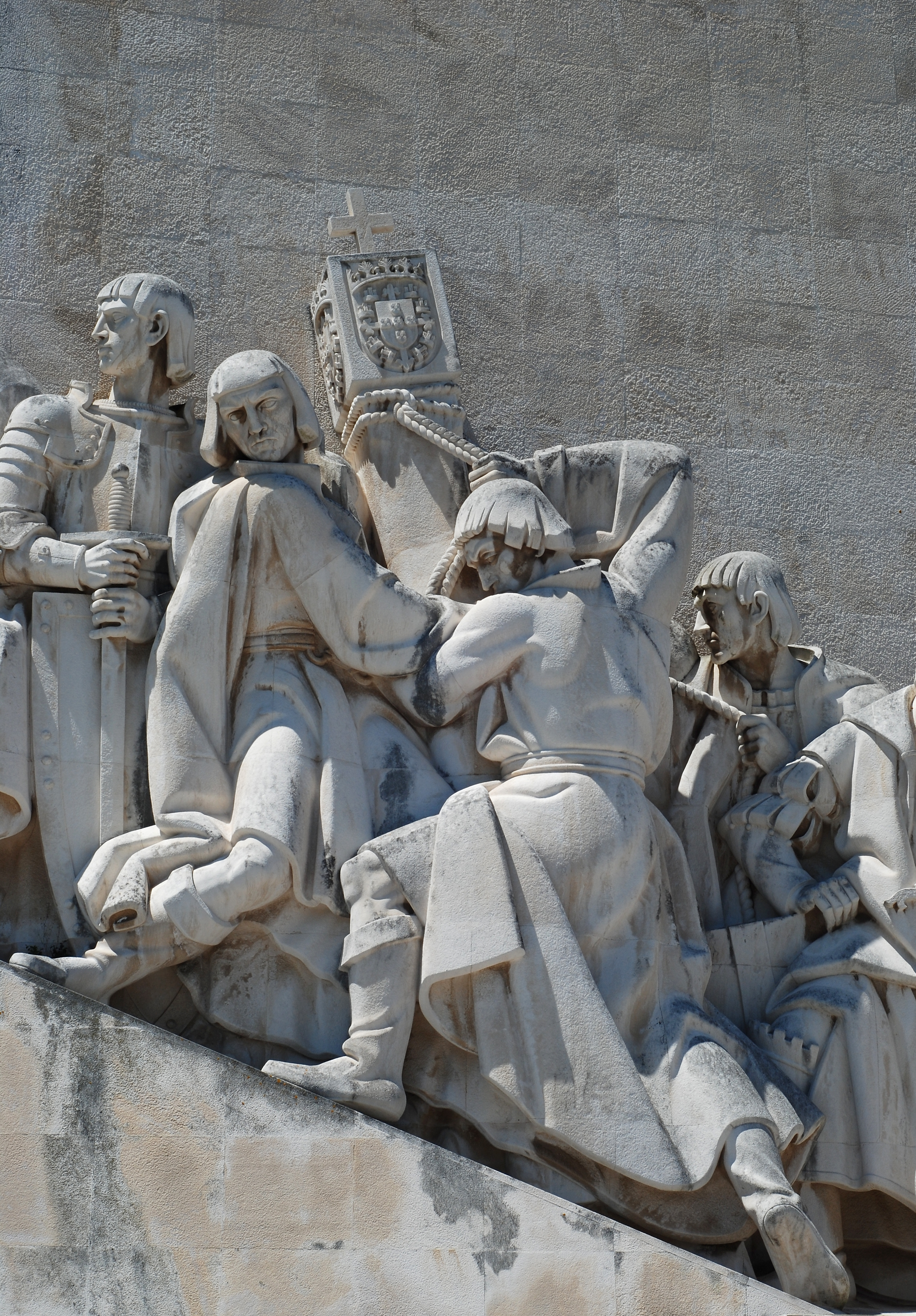
На Пам'ятнику Першовідкривачам в Лісабоні мореплавці Діогу Кан, Бартоломеу Діаш і Антоніу Абреу зображені встановлюючими падран

Падран (порт. Padrão) — кам'яний стовп (часто увінчаний латинським хрестом) із зображенням королівського герба Португалії і написом.

## Історія
Падран встановлювався португальськими мореплавцями в ході дослідницьких експедицій з освоєння нових земель під час Доби великих географічних відкриттів на знак переходу цієї території під управління Португалії. Покидаючи відкриту експедицією землю і залишаючи на самому видному її місці встановлювався падран, дослідники продовжували свою подорож, або ж, якщо це була кінцева точка експедиції, поверталися до рідних берегів, де відзначали на загальній карті нові географічні пункти. Таким чином, якщо на цьому місці ще не була розташована колонія, і інша держава вторгалася на дану територію, королівство мало підстави оскаржити цю присутність, залишаючи за собою право першовідкривача.
Інше значення мав падран, встановлений у пам'ятному місці на знак дружби або знаменної події. Падран такого типу зовні не відрізнявся від того, що встановлювався мореплавцями на відкритих ними територіях, за винятком доданого напису про будь-пам'ятну подію. Таким прикладом служить падран, встановлений Васко да Гама в місті Назаре, в подяку Діві Марії за повернення експедиції з Індії.
Багато з падранів, встановлених португальцями в XV ст. на берегах Африки, збереглися до наших днів. Так, у XX ст. Лісабонське географічне товариство знайшло три падрани, встановлені Діогу Каном і один — Бартоломеу Діашем.